# Korova Records
Korova Records (укр. Корова Рекордс) — британський лейбл звукозапису, заснований 1979 року в Лондоні як підрозділ Warner Music Group, яка тоді називалася Warner Bros. Records. Назва лейблу походить від вигаданої назви бару «Korova Milk Bar» з фільму «Механічний апельсин».
Основною продукцією лейблу стали записи постпанк-гурту Echo & the Bunnymen. На лейблі було записано чотири ранні альбоми гурту, починаючи від дебютного Crocodiles. Лейбл був активний протягом 1980-х років, випускаючи не тільки продукцію Echo & the Bunnymen, а й інших виконавців, як-от Airhead, The Sound, Guns for Hire, Dalek I Love You, Tenpole Tudor, Лорі і Хамелеон, Еллері Боп, Адріан Борланд і Полуничний клинок.
Лейбл був реанімований компанією Warner Music Group 2003 року для відтворення ранніх записів Echo & the Bunnymen та їх покращення у звучанні в цифровій обробці. На лейблі було також записано альбоми таких виконавців, як Cosmic Rough Riders, The Storys і The Sounds. 2007 року лейбл припинив своє існування.